# AFC Ajax in het seizoen 2015/16 (mannen)
In het seizoen 2015/16 kwam Ajax uit in de Eredivisie. Ook deed Ajax dit seizoen mee in de toernooien om de KNVB beker en de voorronde van de Champions League dankzij de behaalde tweede plek in het seizoen 2014/15.
In de Champions League werd Ajax echter in de voorrondes uitgeschakeld door Rapid Wien waardoor er deel werd genomen aan de UEFA Europa League. Voor de Europa League kwalificeerde Ajax zich door over twee wedstrijden te winnen van Jablonec. In de groepsfase van de Europa League eindigde Ajax achter Molde FK  en Fenerbahçe op een derde plaats, waardoor Ajax na de winterstop niet meer actief was in Europa.
In de KNVB Beker werd Ajax na een 2–0 overwinning op De Graafschap gekoppeld aan de aartsrivaal Feyenoord. In De Kuip verloor Ajax met 1-0 door een eigen doelpunt van Joël Veltman diep in blessuretijd.
In de Eredivisie streed Ajax tot en met de laatste speeldag met PSV om het kampioenschap. Beide teams stonden na 33 speelrondes op 81 punten, echter had Ajax een voordeliger doelsaldo van 6 doelpunten ten opzichte van PSV. Op de laatste speeldag kwam Ajax niet verder dan een 1–1 gelijkspel uit tegen De Graafschap. Hierdoor wist PSV, dat met 3–1 won bij PEC Zwolle, de landstitel te prolongeren.

## Selectie
| Nummer          | Nationaliteit        | Naam               | Contract tot | Geboortedatum     | Vorige club ( Land )                   | Officiële debuut AFC Ajax ( debuutwedstrijd )     | Eerste officiële doelpunt AFC Ajax ( wedstrijd ) |
| --------------- | -------------------- | ------------------ | ------------ | ----------------- | -------------------------------------- | ------------------------------------------------- | ------------------------------------------------ |
| Doelverdediging |                      |                    |              |                   |                                        |                                                   |                                                  |
| 1               | Vlag van Nederland   | Jasper Cillessen   | 30 juni 2018 | 22 april 1989     | N.E.C. ( Nederland )                   | 21 september 2011 ( vv Noordwijk - Ajax )         |                                                  |
| 24              | Vlag van Kameroen    | André Onana        | 30 juni 2018 | 2 april 1996      | FC Barcelona ( Spanje )                |                                                   |                                                  |
| 33              | Vlag van Nederland   | Diederik Boer      | 30 juni 2017 | 24 september 1980 | PEC Zwolle ( Nederland )               | 24 september 2014 ( JOS Watergraafsmeer - Ajax )  |                                                  |
| Verdediging     |                      |                    |              |                   |                                        |                                                   |                                                  |
| 2               | Vlag van Nederland   | Ricardo van Rhijn  | 30 juni 2018 | 13 juni 1991      | Jeugdopleiding Ajax ( Nederland )      | 21 september 2011 ( vv Noordwijk - Ajax )         | 14 februari 2013 ( Ajax - Steaua Boekarest )     |
| 3               | Vlag van Nederland   | Joël Veltman       | 30 juni 2018 | 15 januari 1992   | Jeugdopleiding Ajax ( Nederland )      | 12 augustus 2012 ( N.E.C. - Ajax )                | 2 maart 2014 ( Feyenoord - Ajax )                |
| 4               | Vlag van Nederland   | Mike van der Hoorn | 30 juni 2017 | 15 oktober 1992   | FC Utrecht ( Nederland )               | 18 augustus 2013 (Ajax - Feyenoord)               | 10 augustus 2014 ( Ajax - Vitesse )              |
| 22              | Vlag van Nederland   | Jaïro Riedewald    | 30 juni 2019 | 9 september 1996  | Jeugdopleiding Ajax ( Nederland )      | 19 december 2013 ( V.V. IJsselmeervogels - Ajax ) | 22 december 2013 ( Roda JC - Ajax )              |
| 23              | Vlag van Nederland   | Kenny Tete         | 30 juni 2018 | 9 oktober 1995    | Jeugdopleiding Ajax ( Nederland )      | 5 februari 2015 ( Ajax - AZ )                     |                                                  |
| 26              | Vlag van Nederland   | Nick Viergever     | 30 juni 2018 | 3 augustus 1989   | AZ ( Nederland )                       | 3 augustus 2014 ( PEC Zwolle - Ajax )             | 10 augustus 2014 ( Ajax - Vitesse )              |
| 35              | Vlag van Nederland   | Mitchell Dijks     | 30 juni 2018 | 9 februari 1993   | Willem II ( Nederland )                | 5 augustus 2012 ( PSV - Ajax )                    |                                                  |
| Middenveld      |                      |                    |              |                   |                                        |                                                   |                                                  |
| 6               | Vlag van Nederland   | Riechedly Bazoer   | 30 juni 2020 | 12 oktober 1996   | PSV ( Nederland )                      | 28 oktober 2014 ( SV Urk - Ajax )                 | 15 februari 2015 ( Ajax - FC Twente )            |
| 8               | Vlag van Nederland   | Daley Sinkgraven   | 30 juni 2019 | 4 juli 1995       | sc Heerenveen ( Nederland )            | 5 februari 2015 ( Ajax - AZ )                     |                                                  |
| 10              | Vlag van Nederland   | Davy Klaassen      | 30 juni 2018 | 21 februari 1993  | Jeugdopleiding Ajax ( Nederland )      | 22 november 2011 ( Olympique Lyonnais - Ajax )    | 27 november 2011 ( N.E.C. - Ajax )               |
| 25              | Vlag van Zuid-Afrika | Thulani Serero     | 30 juni 2017 | 11 april 1990     | Ajax Cape Town ( Zuid-Afrika )         | 7 augustus 2011 ( De Graafschap - Ajax )          | 25 augustus 2012 ( Ajax - NAC Breda )            |
| 27              | Vlag van Servië      | Nemanja Gudelj     | 30 juni 2020 | 16 november 1991  | AZ ( Nederland )                       | 29 juli 2015 ( Rapid Wien - Ajax )                | 4 augustus 2015 ( Ajax - Rapid Wien )            |
| 30              | Vlag van Nederland   | Donny van de Beek  | 30 juni 2020 | 18 april 1997     | Jeugdopleiding Ajax ( Nederland )      | 26 november 2015 ( Celtic - Ajax )                | 10 december 2015 ( Ajax - Molde )                |
| Aanval          |                      |                    |              |                   |                                        |                                                   |                                                  |
| 7               | Vlag van Denemarken  | Viktor Fischer     | 30 juni 2017 | 9 juni 1994       | Jeugdopleiding Ajax ( Nederland )      | 5 augustus 2012 ( PSV - Ajax )                    | 31 oktober 2012 ( ONS Sneek - Ajax )             |
| 9               | Vlag van Polen       | Arkadiusz Milik    | 30 juni 2019 | 28 februari 1994  | Bayer Leverkusen ( Duitsland )         | 3 augustus 2014 ( PEC Zwolle - Ajax )             | 13 augustus 2014 ( Ajax - Heracles Almelo )      |
| 11              | Vlag van Duitsland   | Amin Younes        | 30 juni 2018 | 6 augustus 1993   | Borussia Mönchengladbach ( Duitsland ) | 17 september 2015 ( Ajax - Celtic )               | 4 oktober 2015 ( Ajax - PSV )                    |
| 20              | Vlag van Denemarken  | Lasse Schöne       | 30 juni 2017 | 27 mei 1986       | N.E.C. ( Nederland )                   | 5 augustus 2012 ( PSV - Ajax )                    | 15 september 2012 ( Ajax - RKC Waalwijk )        |
| 21              | Vlag van Nederland   | Anwar El Ghazi     | 30 juni 2019 | 3 mei 1995        | Sparta Rotterdam ( Nederland )         | 3 augustus 2014 ( PEC Zwolle - Ajax )             | 17 augustus 2014 ( AZ - Ajax )                   |

Laatst bijgewerkt: 16 februari 2016

## Wedstrijdverslagen

### Vriendschappelijk
| |                                              |                       |                                                                          | |
| Zaterdag 4 juli 2015, 16:00 uur | AFC Ajax                                     | 2 – 2 (1 – 1) Verslag | Dinamo Moskou                                                            | Aanvoerder AFC Ajax : Davy Klaassen, Nick Viergever |
| Kematen Vriendschappelijk | Maksim Kuzmin (ed.) '18 Riechedly Bazoer '58 |                       | '30 Anton Sosnin '83 Yann M'Vila                                         | Opstelling AFC Ajax Eerste Helft: Boer; Tete, Heitinga, Riedewald, Dijks; Klaassen, Gudelj, Sinkgraven; Schöne, El Ghazi, Menig Reservebank AFC Ajax: Onana, Van der Hart, Van Rhijn, Van der Hoorn, Viergever, Savastano, Van de Beek, Serero, Bazoer, Murić, Hendriks, Černý Toegepaste wissels AFC Ajax: '46 Boer Onana '46 Tete Van Rhijn '46 Heitinga Van der Hoorn '46 Riedewald Viergever '46 Dijks Savastano '46 Klaassen Van de Beek '46 Gudelj Serero '46 Sinkgraven Bazoer '46 Schöne Murić '46 El Ghazi Hendriks '46 Menig Černý            |
| Bijzonderheden: - Nemanja Gudelj, André Onana, Mauro Savastano, Donny van de Beek, Robert Murić, Sam Hendriks en Václav Černý maakten allen hun officieus debuut voor AFC Ajax. |                                              |                       |                                                                          | |
| |                                              |                       |                                                                          | |
| Vrijdag 10 juli 2015, 16:30 uur | AFC Ajax                                     | 1 – 3 (0 – 2) Verslag | FC Nordsjælland                                                          | Aanvoerder AFC Ajax : John Heitinga, Mauro Savastano |
| Hardenberg Vriendschappelijk | Danny Bakker '80                             |                       | '7 Marcus Ingvartsen '16 David Moberg Karlsson '65 David Moberg Karlsson | Basisopstelling AFC Ajax: Cillessen; Van Rhijn, Veltman, Heitinga, Viergever; Gudelj, Van de Beek, Andersen; Murić, El Azzouzi, Kishna Reservebank AFC Ajax: Onana, Dankerlui, Vissie, Savastano, Warmerdam, El Mahdioudi, Acolatse, Duarte, Hendriks, Bakker, Černý, Clement Toegepaste Wissels AFC Ajax: '46 Cillessen Onana '46 Veltman Savastano '46 Kishna Černý '60 Andersen Duarte '60 El Azzouzi Hendriks '75 Van Rhijn Dankerlui '75 Heitinga Vissie '75 Viergever Warmerdam '75 Gudelj Bakker '75 Van de Beek El Mahdioudi '80 Murić Acolatse |
| Bijzonderheden: - Zakaria El Azzouzi, Damil Dankerlui, Aschraf El Mahdioudi en Elton Acolatse maakten allen hun officieus debuut voor AFC Ajax.                                 |                                              |                       |                                                                          | |
| |                                              |                       |                                                                          | |
| Vrijdag 10 juli 2015, 19:30 uur | AFC Ajax                                     | 2 – 0 (1 – 0) Verslag | Panathinaikos                                                            | Aanvoerder AFC Ajax : Davy Klaassen, Mauro Savastano |
| Epe Vriendschappelijk | Arkadiusz Milik '33 Anwar El Ghazi '87       |                       |                                                                          | Basisopstelling AFC Ajax: Boer; Tete, Van der Hoorn, Riedewald, Dijks; Bazoer, Klaassen, Sinkgraven; Schöne, Milik, Menig Reservebank AFC Ajax: Groothuizen, Dankerlui, Vissie, Savastano, Warmerdam, El Mahdioudi, Acolatse, Duarte, El Ghazi, Hendriks, Bakker, Černý, Clement Toegepaste Wissels AFC Ajax: '46 Milik El Ghazi '63 Menig Černý '75 Tete Dankerlui '75 Van der Hoorn Vissie '75 Riedewald Savastano '75 Dijks Warmerdam '75 Bazoer El Mahdioudi '75 Klaassen Bakker '75 Sinkgraven Duarte '75 Schöne Clement                           |
| Bijzonderheden: - Pelle Clement maakte zijn officieus debuut voor AFC Ajax. |                                              |                       |                                                                          | |
| |                                              |                       |                                                                          | |
| Vrijdag 17 juli 2015, 19:00 uur | AFC Ajax                                     | 1 – 1 (0 – 0) Verslag | VfL Wolfsburg                                                            | Aanvoerder AFC Ajax : Davy Klaassen |
| Amsterdam ArenA, Amsterdam 49.000 toeschouwers Scheidsrechter: Danny Makkelie Vriendschappelijk                                                                                 | Davy Klaassen '67                            |                       | '68 Kevin De Bruyne                                                      | Basisopstelling AFC Ajax: Cillessen; Tete, Veltman, Riedewald, Dijks; Bazoer, Klaassen, Sinkgraven; El Ghazi, Milik, Fischer Reservebank AFC Ajax: Boer, Dankerlui, Heitinga, Van de Beek, Menig, Younes, Schöne, Kishna Toegepaste Wissels AFC Ajax: '63 El Ghazi Menig '63 Fischer Schöne '73 Veltman Heitinga '82 Milik Younes |
| Bijzonderheden: - Amin Younes maakte zijn officieus debuut voor AFC Ajax. |                                              |                       |                                                                          | |
| |                                              |                       |                                                                          | |
| Woensdag 22 juli 2015, 19:30 uur | AS Saint-Étienne                             | 1 – 0 (0 – 0) Verslag | AFC Ajax                                                                 | Aanvoerder AFC Ajax : Davy Klaassen, Joël Veltman |
| Stade George Pompidou, Valence Scheidsrechter: Wilfried Bien Vriendschappelijk                                                                                                  | Jonathan Bamba '85                           |                       |                                                                          | Basisopstelling AFC Ajax: Cillessen; Tete, Veltman, Riedewald, Dijks; Bazoer, Klaassen, Sinkgraven; El Ghazi, Milik, Younes Reservebank AFC Ajax: Boer, Van der Hoorn, Heitinga, Van Rhijn, Viergever, Andersen, Gudelj, Menig, Schöne, Sanogo Toegepaste Wissels AFC Ajax: '64 Sinkgraven Gudelj '64 Younes Sanogo '64 El Ghazi Schöne '73 Tete Van Rhijn '73 Milik Menig '80 Riedewald Viergever '80 Klaassen Andersen |
| Bijzonderheden: - Yaya Sanogo maakte zijn officieus debuut voor AFC Ajax. |                                              |                       |                                                                          | |
| |                                              |                       |                                                                          | |
| Zaterdag 9 januari 2016, 18:15 uur | Hamburger SV                                 | 1 – 3 (0 – 1) Verslag | AFC Ajax                                                                 | Aanvoerder AFC Ajax : Joël Veltman |
| Gloria Sports Arena, Belek Vriendschappelijk | Aaron Hunt '80                               |                       | '22 Arkadiusz Milik '48 Viktor Fischer '66 Arkadiusz Milik               | Basisopstelling AFC Ajax: Cillessen; Tete, Veltman, Riedewald, Dijks; Bazoer, Sinkgraven, Gudelj; Fischer, Milik, Younes Reservebank AFC Ajax: Onana, Boer, Van der Hoorn, Heitinga, Van Rhijn, Viergever, Serero, Van de Beek, Nouri, Schöne, Klaassen, Černý, El Ghazi, Dolberg, Sanogo Toegepaste Wissels AFC Ajax: '46 Sinkgraven Van de Beek '62 Fischer Černý '78 Younes Nouri '81 Bazoer Schöne |
| Bijzonderheden: - Abdelhak Nouri maakte zijn officieus debuut voor AFC Ajax. |                                              |                       |                                                                          | |
| |                                              |                       |                                                                          | |
| Woensdag 18 mei 2016, 14:00 uur | Liaoning Whowin                              | 0 – 2 (0 – 1) Verslag | AFC Ajax                                                                 | Aanvoerder AFC Ajax : Davy Klaassen, Joël Veltman |
| Shenyang Olympisch Stadion, Shenyang Vriendschappelijk |                                              |                       | '19 Joël Veltman '41 Tete '41 Bazoer '84 Mike van der Hoorn              | Basisopstelling AFC Ajax: Cillessen; Tete, Veltman, Viergever, Riedewald; Bazoer, Klaassen, Gudelj; Schöne, El Ghazi, Younes Reservebank AFC Ajax: Boer, Van Rhijn, Van der Hoorn, Dijks, Sinkgraven, Van de Beek Toegepaste Wissels AFC Ajax: '46 Klaassen Van der Hoorn '46 Schöne Van Rhijn '46 Younes Sinkgraven '61 Cillessen Boer '61 Riedewald Dijks '61 El Ghazi Van de Beek |
| Bijzonderheden: - Dit was de laatste wedstrijd onder trainer Frank de Boer. |                                              |                       |                                                                          | |

### UEFA Champions League

##### Derde kwalificatieronde
| |                                                                        |                       |                                                                                    | |
| Woensdag 29 juli 2015, 21.05 uur | Rapid Wien                                                             | 2 – 2 (0 – 2) Verslag | AFC Ajax                                                                           | Aanvoerder AFC Ajax : Davy Klaassen |
| Ernst Happelstadion, Wenen 43.200 toeschouwers Scheidsrechter: William Collum Lijnrechter: Damien MacGraith Lijnrechter: Francis Connor Vierde Official: John Beaton Derde Kwalificatieronde UEFA Champions League Heenwedstrijd                                     | Thanos Petsos '42 Florian Kainz '48 Stefan Schwab '59 Robert Berić '76 |                       | '25 Davy Klaassen '43 Davy Klaassen '71 Davy Klaassen '76 Joël Veltman             | Basisopstelling AFC Ajax: Cillessen; Tete, Veltman, Riedewald, Dijks; Bazoer, Klaassen, Gudelj; El Ghazi, Milik, Sinkgraven Reservebank AFC Ajax: Boer, Heitinga, Van Rhijn, Viergever, Schöne, Sanogo, Fischer Toegepaste wissels AFC Ajax: '74 El Ghazi Fischer '84 Milik Sanogo                       |
| Bijzonderheden: - Nemanja Gudelj en Yaya Sanogo maakten beiden hun officiële debuut voor AFC Ajax. - Ajax speelde deze wedstrijd met het jongste team in Europa ooit.                                                                                                |                                                                        |                       |                                                                                    | |
| |                                                                        |                       |                                                                                    | |
| Dinsdag 4 augustus 2015, 20.15 uur | AFC Ajax                                                               | 2 – 3 (0 – 2) Verslag | Rapid Wien                                                                         | Aanvoerder AFC Ajax : Davy Klaassen |
| Amsterdam ArenA, Amsterdam 53.502 toeschouwers Scheidsrechter: Ivan Kružliak Lijnrechter: Martin Balko Lijnrechter: Tomas Somolani Vierde Official: Mário Vlk Derde Kwalificatieronde UEFA Champions League Return                                                   | Arkadiusz Milik '52 Nemanja Gudelj '75 Kenny Tete '82                  |                       | '12 Robert Berić '39 Louis Schaub '54 Stephen Auer '71 Ján Novota '77 Louis Schaub | Basisopstelling AFC Ajax: Cillessen; Tete, Veltman, Riedewald, Dijks; Bazoer, Klaassen, Sinkgraven; El Ghazi, Milik, Fischer Reservebank AFC Ajax: Boer, Heitinga, Van Rhijn, Viergever, Gudelj, Schöne, Sanogo Toegepaste wissels AFC Ajax: '59 Fischer Gudelj '71 Veltman Sanogo '87 Sinkgraven Schöne |
| Bijzonderheden: - Nemanja Gudelj scoorde zijn eerste officiële doelpunt voor AFC Ajax. - Door de nederlaag over twee wedstrijden gezien is Ajax uitgeschakeld in de Champions League dit seizoen. - Ajax speelde deze wedstrijd met het jongste team in Europa ooit. |                                                                        |                       |                                                                                    | |

### UEFA Europa League

#### Play-offronde
| |                                                                             |                       |                                                                                 | |
| Donderdag 20 augustus 2015, 19.00 uur | AFC Ajax                                                                    | 1 – 0 (0 – 0) Verslag | Jablonec                                                                        | Aanvoerder AFC Ajax : Davy Klaassen |
| Amsterdam ArenA, Amsterdam 30.898 toeschouwers Scheidsrechter: Tony Chapron Lijnrechter: Hicham Zakrani Lijnrechter: Alexandre Viala Vierde Official: Wilfried Bien Play-offronde UEFA Europa League Heenwedstrijd                                                    | Kenny Tete 50' Arkadiusz Milik (pen.) 54'                                   |                       | '53 Vit Beneš                                                                   | Basisopstelling AFC Ajax: Cillessen; Tete, Veltman, Riedewald, Dijks; Bazoer, Klaassen, Gudelj; El Ghazi, Milik, Sinkgraven Reservebank AFC Ajax: Boer, Heitinga, Van Rhijn, Viergever, Schöne, Fischer, Černý Toegepaste Wissels AFC Ajax: '71 Sinkgraven Schöne '85 El Ghazi Černý    |
| Bijzonderheden: |                                                                             |                       |                                                                                 | |
| |                                                                             |                       |                                                                                 | |
| Donderdag 27 augustus 2015, 18.00 uur | Jablonec                                                                    | 0 – 0 (0 – 0) Verslag | AFC Ajax                                                                        | Aanvoerder AFC Ajax : Davy Klaassen |
| Chance Arena, Jablonec nad Nisou 6.040 toeschouwers Scheidsrechter: Kenn Hansen Lijnrechter: Lars Rix Lijnrechter: David Vang Andersen Vierde Official: Jakob Kehlet Play-offronde UEFA Europa League Return                                                          | Nermin Crnkić 16' Jan Greguš 42' Jan Greguš (pen.) 58' Michal Travnik 90+4' |                       | '5 Arkadiusz Milik '33 Riechedly Bazoer '59 Riechedly Bazoer '86 Anwar El Ghazi | Basisopstelling AFC Ajax: Cillessen; Tete, Veltman, Riedewald, Dijks; Bazoer, Klaassen, Gudelj; El Ghazi, Milik, Sinkgraven Reservebank AFC Ajax: Boer, Heitinga, Van Rhijn, Viergever, Schöne, Fischer, Sanogo Toegepaste Wissels AFC Ajax: '46 Sinkgraven Fischer '69 Milik Van Rhijn |
| Bijzonderheden: - Jasper Cillessen speelde zijn 100ste wedstrijd voor Ajax. Hij was daarmee de 156ste speler die deze mijlpaal bereikte voor de club. - Ajax plaatste zich door een overwinning over twee wedstrijden gezien voor de groepsfase van de Europa League. |                                                                             |                       |                                                                                 | |

#### Groepsfase
| | |                       | | |
| 17 september 2015, 19.00 uur | AFC Ajax | 2 – 2 (1 – 2) Verslag | Celtic | Aanvoerder AFC Ajax : Davy Klaassen |
| Amsterdam ArenA, Amsterdam 47.455 toeschouwers Scheidsrechter: Luca Banti Lijnrechter: Alessandro Costanzo Lijnrechter: Filippo Meli Vierde Official: Fabiano Preti Doellijnrechter: Marco Guida Doellijnrechter: Carmine Russo Groepsfase UEFA Europa League Wedstrijddag 1            | Viktor Fischer 24' Lasse Schöne 84' Thulani Serero 89'                                                                  |                       | '8 Nir Biton '42 Mikael Lustig '55 Emilio Izaguirre '64 Mikael Lustig '67 Stefan Johansen '73 Emilio Izaguirre | Basisopstelling AFC Ajax: Cillessen; Tete, Veltman, Riedewald, Dijks; Gudelj, Fischer, Sinkgraven; El Ghazi, Klaassen, Younes Reservebank AFC Ajax: Boer, Van Rhijn, Van der Hoorn, Viergever, Serero, Schöne, Milik Toegepaste Wissels AFC Ajax: '62 Younes Milik '62 Sinkgraven Serero '75 Fischer Schöne        |
| Bijzonderheden: - Amin Younes maakte zijn officiële debuut voor AFC Ajax. - Davy Klaassen speelde zijn 100ste wedstrijd voor Ajax. Hij was daarmee de 157ste speler die deze mijlpaal bereikte voor de club. - Ajax speelde zijn 500ste wedstrijd in de Amsterdam ArenA.                | |                       | | |
| | |                       | | |
| 1 oktober 2015, 21.05 uur | Molde FK | 1 – 1 (1 – 1) Verslag | AFC Ajax | Aanvoerder AFC Ajax : Davy Klaassen |
| Akerstadion, Molde 7.890 toeschouwers Scheidsrechter: Paweł Raczkowski Lijnrechter: Pawel Sokolnicki Lijnrechter: Michal Obukowicz Vierde Official: Tomasz Listkiewicz Groepsfase UEFA Europa League Wedstrijddag 2                                                                     | Eirik Hestad 7' Tommy Høiland 27'                                                                                       |                       | '9 Kenny Tete '18 Viktor Fischer '40 Joël Veltman '79 Jaïro Riedewald '90+4 Nemanja Gudelj                     | Basisopstelling AFC Ajax: Cillessen; Tete, Veltman, Riedewald, Dijks; Bazoer, Klaassen, Gudelj; El Ghazi, Milik, Fischer Reservebank AFC Ajax: Boer, Van Rhijn, Van der Hoorn, Serero, Sinkgraven, Schöne, Younes Toegepaste Wissels AFC Ajax: '81 Milik Younes '89 Bazoer Serero                                  |
| Bijzonderheden: - Ajax speelde voor de eerste keer in de historie tegen Molde. - Ajax speelde zijn 350ste duel in Europees verband. | |                       | | |
| | |                       | | |
| 22 oktober 2015, 21.05 uur | Fenerbahçe | 1 – 0 (0 – 0) Verslag | AFC Ajax | Aanvoerder AFC Ajax : Davy Klaassen |
| Şükrü Saracoğlustadion, Istanboel 35.292 toeschouwers Scheidsrechter: David Fernández Borbalán Lijnrechter: Pau Cebrián Lijnrechter: Diego Barbero Vierde Official: Teodoro Sobrino Groepsfase UEFA Europa League Wedstrijddag 3                                                        | Caner Erkin 65' Fernandão 89'                                                                                           |                       | '24 Ricardo van Rhijn '71 Mitchell Dijks '90+1 Kenny Tete                                                      | Basisopstelling AFC Ajax: Cillessen; Van Rhijn, Veltman, Riedewald, Dijks; Bazoer, Klaassen, Gudelj; Schöne, El Ghazi, Fischer Reservebank AFC Ajax: Boer, Tete, Van der Hoorn, Heitinga, Viergever, Sinkgraven, Younes Toegepaste wissels AFC Ajax: '63 Fischer Younes '64 Van Rhijn Tete '77 El Ghazi Sinkgraven |
| Bijzonderheden: | |                       | | |
| | |                       | | |
| 5 november 2015, 19.00 uur | AFC Ajax | 0 – 0 (0 – 0) Verslag | Fenerbahçe | Aanvoerder AFC Ajax : Davy Klaassen |
| Amsterdam ArenA, Amsterdam 48.990 toeschouwers Scheidsrechter: Liran Liany Lijnrechter: David Elias Biton Lijnrechter: Oren Borneshtain Vierde Official: Mahmud Mahagna Doellijnrechter: Alon Yefet Doellijnrechter: Roi Reinshreiber Groepsfase UEFA Europa League Wedstrijddag 4      | Nemanja Gudelj 18' |                       | '15 Simon Kjær '43 Nani                                                                                        | Basisopstelling AFC Ajax: Cillessen; Tete, Veltman, Riedewald, Viergever; Bazoer, Klaassen, Gudelj; El Ghazi, Milik, Fischer Reservebank AFC Ajax: Onana, Van der Hoorn, Heitinga, Serero, Sinkgraven, Schöne, Younes Toegepaste wissels AFC Ajax: '33 El Ghazi Schöne '53 Fischer Younes '76 Gudelj Serero        |
| Bijzonderheden: | |                       | | |
| | |                       | | |
| 26 november 2015, 21.05 uur | Celtic | 1 – 2 (1 – 1) Verslag | AFC Ajax | Aanvoerder AFC Ajax : Davy Klaassen |
| Celtic Park, Glasgow 44.118 toeschouwers Scheidsrechter: Felix Zwayer Lijnrechter: Thorsten Schiffner Lijnrechter: Marco Achmüller Vierde Official: Markus Häcker Doellijnrechter: Daniel Siebert Doellijnrechter: Sascha Stegemann Groepsfase UEFA Europa League Wedstrijddag 5        | Callum McGregor 3' Scott Allan 80'                                                                                      |                       | '22 Arkadiusz Milik '77 Kenny Tete '87 Václav Černý                                                            | Basisopstelling AFC Ajax: Cillessen; Tete, Van der Hoorn, Riedewald, Dijks; Klaassen, Schöne, Gudelj; Fischer, Milik, Younes Reservebank AFC Ajax: Boer, Van Rhijn, Heitinga, Viergever, Van de Beek, Černý, Sanogo Toegepaste wissels AFC Ajax: '69 Fischer Černý '72 Schöne Van de Beek '80 Van der Hoorn Sanogo |
| Bijzonderheden: - Donny van de Beek maakte zijn officiële debuut voor AFC Ajax. - Václav Černý maakte zijn eerste officiële doelpunt voor AFC Ajax. | |                       | | |
| | |                       | | |
| 10 december 2015, 19.00 uur | AFC Ajax | 1 – 1 (1 – 1) Verslag | Molde FK | Aanvoerder AFC Ajax : Davy Klaassen |
| Amsterdam ArenA, Amsterdam 48.041 toeschouwers Scheidsrechter: Yevhen Aranovskiy Lijnrechter: Oleksandr Voytyuk Lijnrechter: Serhiy Bekker Vierde Official: Semen Shlonchak Doellijnrechter: Serhiy Boiko Doellijnrechter: Anatoliy Abdula Groepsfase UEFA Europa League Wedstrijddag 6 | Donny van de Beek 14' Nemanja Gudelj 61' Davy Klaassen 70' Arkadiusz Milik 70' Nemanja Gudelj 90' Jaïro Riedewald 90+3' |                       | '29 Harmeet Singh '90+3 Fredrik Gulbrandsen                                                                    | Basisopstelling AFC Ajax: Cillessen; Van Rhijn, Veltman, Riedewald, Dijks; Van de Beek, Klaassen, Gudelj; Younes, Milik, Fischer Reservebank AFC Ajax: Boer, Van der Hoorn, Viergever, Serero, Bazoer, Schöne, El Ghazi Toegepaste wissels AFC Ajax: '62 Younes El Ghazi '64 Van de Beek Bazoer '78 Fischer Schöne |
| Bijzonderheden: - Donny van de Beek maakte zijn eerste officiële doelpunt voor AFC Ajax. - Door dit gelijke spel eindigde Ajax als derde in de poule. Hiermee was Ajax uitgeschakeld in de UEFA Europa League.                                                                          | |                       | | |

###### Eindstand groep A – UEFA Europa League
| #  | Club       | GS | W | G | V | DV | DT | DS | P  |
| -- | ---------- | -- | - | - | - | -- | -- | -- | -- |
| 1. | Molde FK   | 6  | 3 | 2 | 1 | 10 | 7  | +3 | 11 |
| 2. | Fenerbahçe | 6  | 2 | 3 | 1 | 7  | 6  | +1 | 9  |
| 3. | AFC Ajax   | 6  | 1 | 4 | 1 | 6  | 6  | 0  | 7  |
| 4. | Celtic     | 6  | 0 | 3 | 3 | 8  | 12 | −4 | 3  |

| Legenda kleuren in de tabellen                                 |
| -------------------------------------------------------------- |
| Groepswinnaars en nummers twee gaan door naar de tweede ronde. |
| Uitgeschakeld                                                  |

### KNVB beker

##### Tweede ronde
| |                                                            |                       |                 | |
| Woensdag 23 september 2015, 20.45 uur | AFC Ajax                                                   | 2 – 0 (1 – 0) Verslag | De Graafschap   | Aanvoerder AFC Ajax : Nemanja Gudelj |
| Amsterdam ArenA, Amsterdam 24.738 toeschouwers Scheidsrechter: Jochem Kamphuis Lijnrechter: Richard Polman Lijnrechter: Rogier Honig Vierde Official: Jeroen Manschot KNVB Beker Tweede ronde | Viktor Fischer 41' John Heitinga 85' Ricardo van Rhijn 87' |                       | '14 Jan Lammers | Basisopstelling AFC Ajax: Boer; Van Rhijn, Van der Hoorn, Viergever; Bazoer, Gudelj Schöne, Sinkgraven; El Ghazi, Milik, Fischer Reservebank AFC Ajax: Onana, Veltman, Heitinga, Dijks, Serero, Klaassen, Younes Toegepaste Wissels AFC Ajax: '56 Fischer Younes '66 El Ghazi Serero '82 Bazoer Heitinga |
| Bijzonderheden: - John Heitinga maakte na zeven jaar zijn rentree voor Ajax. - Door deze overwinning plaatste Ajax zich voor de derde ronde van de KNVB Beker.                                |                                                            |                       |                 | |

##### Derde ronde
| |                                                                 |                       |                                        | |
| 28 oktober 2015 , 19:45 uur | Feyenoord                                                       | 1 – 0 (0 – 0) Verslag | AFC Ajax                               | Aanvoerder AFC Ajax : Joël Veltman |
| De Kuip, Rotterdam 47.500 toeschouwers Scheidsrechter: Pol van Boekel Lijnrechter: Angelo Boonman Lijnrechter: Peter Janson Vierde Official: Jeroen Manschot KNVB Beker Derde ronde | Sven van Beek 81' Karim El Ahmadi 90' (e.d.) Joël Veltman 90+5' |                       | '81 Amin Younes '89 Mike van der Hoorn | Basisopstelling AFC Ajax: Boer; Tete, Veltman, Van der Hoorn, Dijks; Bazoer, Sinkgraven, Gudelj; Schöne, Fischer, Younes; Reservebank AFC Ajax: Cillessen, Van Rhijn, Heitinga, Viergever, Serero, El Ghazi, Milik Toegepaste Wissels AFC Ajax: '76 Boer Cillessen '83 Schöne Serero '90+6 Sinkgraven Milik |
| Bijzonderheden: - Door deze nederlaag is AFC Ajax uitgeschakeld in de KNVB Beker.                                                                                                   |                                                                 |                       |                                        | |

### Eredivisie
| | |                                  | | |
| Zondag 9 augustus 2015, 12.30 uur | AZ | 0 – 3 (0 – 3) Verslag[dode link] | AFC Ajax | Aanvoerder AFC Ajax : Davy Klaassen |
| AFAS Stadion, Alkmaar 16.673 toeschouwers Scheidsrechter: Björn Kuipers Lijnrechter: Simon Schaap Lijnrechter: Erwin Zeinstra Vierde Official: Allard Lindhout Eredivisie Speelronde 1                                                             | Joris van Overeem 66'                                                                                                  |                                  | '14 Anwar El Ghazi '33 Anwar El Ghazi '38 Anwar El Ghazi '40 Nemanja Gudelj '69 Davy Klaassen '90 Jaïro Riedewald | Basisopstelling AFC Ajax: Cillessen; Tete, Veltman, Riedewald, Dijks; Bazoer, Klaassen, Gudelj; El Ghazi, Milik, Sinkgraven Reservebank AFC Ajax: Boer, Heitinga, Van Rhijn, Van der Hoorn, Viergever, Schöne, Sanogo Toegepaste wissels AFC Ajax: '57 El Ghazi Schöne '63 Milik Sanogo                                    |
| Bijzonderheden: - Trainer Frank de Boer bereikte met deze overwinning zijn 100e Eredivisie-overwinning voor Ajax als trainer, hij werd daarmee de derde trainer die deze mijlpaal bij Ajax wist te bereiken.                                       | |                                  | | |
| | |                                  | | |
| Zaterdag 15 augustus 2015, 19.45 uur | AFC Ajax | 3 – 0 (1 – 0) Verslag            | Willem II | Aanvoerder AFC Ajax : Davy Klaassen, Joël Veltman |
| Amsterdam ArenA, Amsterdam 48.494 toeschouwers Scheidsrechter: Bas Nijhuis Lijnrechter: Rob van de Ven Lijnrechter: Peter Janson Vierde Official: Dha Otto Eredivisie Speelronde 2                                                                 | Arkadiusz Milik 18' Anwar El Ghazi 67' Anwar El Ghazi 90+1'                                                            |                                  | | Basisopstelling AFC Ajax: Cillessen; Tete, Veltman, Riedewald, Dijks; Bazoer, Klaassen, Gudelj; El Ghazi, Milik, Sinkgraven Reservebank AFC Ajax: Boer, Heitinga, Van Rhijn, Viergever, Schöne, Sanogo, Černý Toegepaste Wissels AFC Ajax: '74 Klaassen Schöne '77 Bazoer Černý '82 Milik Sanogo                           |
| Bijzonderheden: - Václav Černý maakte zijn officiële debuut voor AFC Ajax. | |                                  | | |
| | |                                  | | |
| Zondag 23 augustus 2015, 14.30 uur | N.E.C. | 0 – 2 (0 – 0) Verslag            | AFC Ajax | Aanvoerder AFC Ajax : Davy Klaassen |
| Goffertstadion, Nijmegen 12.321 toeschouwers Scheidsrechter: Dennis Higler Lijnrechter: Terry Hoekstra Lijnrechter: Richard Polman Vierde Official: Ingmar Oostrom Eredivisie Speelronde 3                                                         | Todd Kane 37' |                                  | '48 Arkadiusz Milik '79 Daley Sinkgraven '86 Rens van Eijden (e.d.)                                               | Basisopstelling AFC Ajax: Cillessen; Van Rhijn, Veltman, Riedewald, Dijks; Bazoer, Klaassen, Gudelj; El Ghazi, Milik, Schöne Reservebank AFC Ajax: Boer, Heitinga, Tete, Viergever, Sinkgraven, Fischer, Černý Toegepaste Wissels AFC Ajax: '73 El Ghazi Sinkgraven '73 Schöne Fischer '79 Van Rhijn Tete                  |
| Bijzonderheden: | |                                  | | |
| | |                                  | | |
| Zondag 30 augustus 2015, 12.30 uur | AFC Ajax | 4 – 0 (2 – 0) Verslag            | ADO Den Haag | Aanvoerder AFC Ajax : Davy Klaassen |
| Amsterdam ArenA, Amsterdam 43.578 toeschouwers Scheidsrechter: Danny Makkelie Lijnrechter: Mario Diks Lijnrechter: Hessel Steegstra Vierde Official: Edwin van de Graaf Eredivisie Speelronde 4                                                    | Anwar El Ghazi 16' Davy Klaassen 20' Joël Veltman 58' Anwar El Ghazi 74'                                               |                                  | '34 Roland Alberg '83 Tom Beugelsdijk                                                                             | Basisopstelling AFC Ajax: Cillessen; Tete, Veltman, Riedewald, Dijks; Bazoer, Klaassen, Gudelj; El Ghazi, Milik, Sinkgraven Reservebank AFC Ajax: Boer, Heitinga, Van Rhijn, Viergever, Schöne, Fischer, Sanogo Toegepaste Wissels AFC Ajax: '6 Dijks Viergever '67 Tete Van Rhijn '75 Gudelj Fischer                      |
| Bijzonderheden: | |                                  | | |
| | |                                  | | |
| Zaterdag 12 september 2015, 19.45 uur | FC Twente | 2 – 2 (1 – 0) Verslag            | AFC Ajax | Aanvoerder AFC Ajax : Davy Klaassen |
| De Grolsch Veste, Enschede 29.000 toeschouwers Scheidsrechter: Pol van Boekel Lijnrechter: Dave Goossens Lijnrechter: Jan de Vries Vierde Official: Allard Lindhout Eredivisie Speelronde 5                                                        | Chinedu Ede 16' Felipe Gutiérrez 20' Hakim Ziyech (pen.) 51' Kamohelo Mokotjo 62' Michael Olaitan 71' Joël Drommel 81' |                                  | '17 Nick Viergever '51 Nemanja Gudelj '59 Anwar El Ghazi '65 Viktor Fischer '82 (pen.) Nemanja Gudelj             | Basisopstelling AFC Ajax: Cillessen; Tete, Veltman, Riedewald, Viergever; Bazoer, Klaassen, Gudelj; El Ghazi, Milik, Sinkgraven Reservebank AFC Ajax: Boer, Heitinga, Van Rhijn, Van der Hoorn, Schöne, Fischer, Sanogo Toegepaste Wissels AFC Ajax: '56 Milik Fischer '78 Viergever Sanogo '84 Riedewald Van Rhijn        |
| Bijzonderheden: | |                                  | | |
| | |                                  | | |
| Zondag 20 september 2015, 14.30 uur | Excelsior | 0 – 2 (0 – 2) Verslag            | AFC Ajax | Aanvoerder AFC Ajax : Davy Klaassen |
| Stadion Woudestein, Rotterdam 3.750 toeschouwers Scheidsrechter: Kevin Blom Lijnrechter: Patrick Langkamp Lijnrechter: Maurice Hoksbergen Vierde Official: Christiaan Bax Eredivisie Speelronde 6                                                  | Jurgen Mattheij 54' Nigel Hasselbaink 60'                                                                              |                                  | '33 Anwar El Ghazi '42 Arkadiusz Milik '58 Jaïro Riedewald                                                        | Basisopstelling AFC Ajax: Cillessen; Tete, Veltman, Riedewald, Dijks; Bazoer, Klaassen, Gudelj; El Ghazi, Milik, Fischer Reservebank AFC Ajax: Boer, Van Rhijn, Van der Hoorn, Viergever, Schöne, Sinkgraven, Younes Toegepaste Wissels AFC Ajax: '72 Fischer Schöne '82 El Ghazi Sinkgraven                               |
| Bijzonderheden: | |                                  | | |
| | |                                  | | |
| Zaterdag 26 september 2015, 19.45 uur | AFC Ajax | 2 – 0 (1 – 0) Verslag            | FC Groningen | Aanvoerder AFC Ajax : Davy Klaassen |
| Amsterdam ArenA, Amsterdam 45.677 toeschouwers Scheidsrechter: Richard Liesveld Lijnrechter: Berry Simons Lijnrechter: Erik Kleinjan Vierde Official: Erwin Blank Eredivisie Speelronde 7                                                          | Nemanja Gudelj 23' Viktor Fischer 80'                                                                                  |                                  | '85 Juninho Bacuna                                                                                                | Basisopstelling AFC Ajax: Cillessen; Tete, Veltman, Riedewald, Dijks; Bazoer, Klaassen, Gudelj; El Ghazi, Milik, Younes Reservebank AFC Ajax: Boer, Van Rhijn, Van der Hoorn, Serero, Schöne, Sinkgraven, Fischer Toegepaste Wissels AFC Ajax: '72 Younes Fischer '82 El Ghazi Schöne '82 Milik Serero                     |
| Bijzonderheden: - Ajax hield voor de zevende opeenvolgende thuiswedstrijd in de Eredivisie de nul, hiermee evenaarde Ajax het clubrecord uit 1987 en 1997.                                                                                         | |                                  | | |
| | |                                  | | |
| Zondag 4 oktober 2015, 14.30 uur | AFC Ajax | 1 – 2 (1 – 1) Verslag            | PSV | Aanvoerder AFC Ajax : Davy Klaassen |
| Amsterdam ArenA, Amsterdam 51.154 toeschouwers Scheidsrechter: Bas Nijhuis Lijnrechter: Rob van de Ven Lijnrechter: Charles Schaap Vierde Official: Jochem Kamphuis Eredivisie Speelronde 8                                                        | Amin Younes 10' Kenny Tete 51' Joël Veltman 65' Mitchell Dijks 88'                                                     |                                  | '7 Gaston Pereiro '17 Jeffrey Bruma '29 Andrés Guardado '55 Jürgen Locadia '79 Gaston Pereiro '90 Gaston Pereiro  | Basisopstelling AFC Ajax: Cillessen; Tete, Veltman, Riedewald, Dijks; Bazoer, Klaassen, Gudelj; El Ghazi, Fischer, Younes Reservebank AFC Ajax: Boer, Van Rhijn, Van der Hoorn, Serero, Schöne, Sinkgraven, Milik Toegepaste Wissels AFC Ajax: '64 Younes Serero '74 Gudelj Milik '81 El Ghazi Schöne                      |
| Bijzonderheden: | |                                  | | |
| | |                                  | | |
| Zaterdag 17 oktober 2015, 19.45 uur | Heracles Almelo | 0 – 2 (0 – 2) Verslag            | AFC Ajax | Aanvoerder AFC Ajax : Davy Klaassen |
| Polman Stadion, Almelo 12.080 toeschouwers Scheidsrechter: Kevin Blom Lijnrechter: Patrick Langkamp Lijnrechter: Joost van Zuilen Vierde Official: Allard Lindhout Eredivisie Speelronde 9                                                         | Joey Pelupessy 58' Mike te Wierik 62' Thomas Bruns 69'                                                                 |                                  | '14 Anwar El Ghazi '22 Nemanja Gudelj '74 Nemanja Gudelj '79 Mitchell Dijks                                       | Basisopstelling AFC Ajax: Boer; Tete, Veltman, Riedewald, Dijks; Bazoer, Klaassen, Gudelj; Schöne, El Ghazi, Fischer Reservebank AFC Ajax: Onana, Van Rhijn, Van der Hoorn, Viergever, Heitinga, Sinkgraven, Younes Toegepaste Wissels AFC Ajax: '81 Fischer Younes                                                        |
| Bijzonderheden: | |                                  | | |
| | |                                  | | |
| Zondag 25 oktober 2015, 14.30 uur | Vitesse | 1 – 3 (0 – 0) Verslag            | AFC Ajax | Aanvoerder AFC Ajax : Davy Klaassen, Joël Veltman |
| GelreDome, Arnhem 21.163 toeschouwers Scheidsrechter: Richard Liesveld Lijnrechter: Jan de Vries Lijnrechter: Terry Hoekstra Vierde Official: Christiaan Bax Eredivisie Speelronde 10                                                              | Marvelous Nakamba 46' Valeri Qazaishvili 54' Maikel van der Werff 61' Kelvin Leerdam 70' Renato Ibarra 90+2'           |                                  | '1 Nemanja Gudelj '39 Mitchell Dijks '71 Viktor Fischer '73 Riechedly Bazoer '86 Lasse Schöne                     | Basisopstelling AFC Ajax: Cillessen; Tete, Veltman, Riedewald, Dijks; Bazoer, Klaassen, Gudelj; Schöne, Younes, Sinkgraven Reservebank AFC Ajax: Boer, Van Rhijn, Van der Hoorn, Viergever, Heitinga, Schöne, Hendriks Toegepaste Wissels AFC Ajax: '46 Klaassen Schöne '81 Sinkgraven Van der Hoorn '81 Fischer Hendriks  |
| Bijzonderheden: - Sam Hendriks maakte zijn officiële debuut voor AFC Ajax. - Ajax speelde zijn 2000ste wedstrijd in de Eredvisie. | |                                  | | |
| | |                                  | | |
| Zaterdag 31 oktober 2015, 19.45 uur | AFC Ajax | 6 – 0 (3 – 0) Verslag            | Roda JC | Aanvoerder AFC Ajax : Davy Klaassen |
| Amsterdam ArenA, Amsterdam 50.681 toeschouwers Scheidsrechter: Björn Kuipers Lijnrechter: Sander van Roekel Lijnrechter: Erwin Zeinstra Vierde Official: Erwin Blank Eredivisie Speelronde 11                                                      | Viktor Fischer 4' Arkadiusz Milik 6' Davy Klaassen 26' Viktor Fischer 59' Arkadiusz Milik 73' Davy Klaassen 87'        |                                  | 32' Rostyn Griffiths                                                                                              | Basisopstelling AFC Ajax: Cillessen; Tete, Veltman, Riedewald; Serero, Gudelj, Klaassen, Sinkgraven; El Ghazi, Milik, Fischer Reservebank AFC Ajax: Onana, Van Rhijn, Van der Hoorn, Heitinga, Viergever, Schöne, Younes Toegepaste Wissels AFC Ajax: '61 Gudelj Heitinga '71 Veltman Viergever '77 El Ghazi Younes        |
| Bijzonderheden: | |                                  | | |
| | |                                  | | |
| Zondag 8 november 2015, 14.30 uur | Feyenoord | 1 – 1 (1 – 0) Verslag            | AFC Ajax | Aanvoerder AFC Ajax : Davy Klaassen |
| De Kuip, Rotterdam 47.500 toeschouwers Scheidsrechter: Bas Nijhuis Lijnrechter: Rob van de Ven Lijnrechter: Charles Schaap Vierde Official: Jochem Kamphuis Eredivisie Speelronde 12                                                               | Sven van Beek 38' Eljero Elia 52' Dirk Kuijt 57' Rick Karsdorp 59' Karim El Ahmadi 64'                                 |                                  | '37 Jaïro Riedewald '52 Kenny Tete '59 Davy Klaassen '61 Joël Veltman '63 Davy Klaassen '90 Nemanja Gudelj        | Basisopstelling AFC Ajax: Cillessen; Tete, Veltman, Riedewald, Dijks; Bazoer, Gudelj, Sinkgraven; Schöne, Klaassen, Younes Reservebank AFC Ajax: Onana, Van der Hoorn, Heitinga, Viergever, Serero, Milik, Fischer Toegepaste Wissels AFC Ajax: '45 Schöne Fischer '46 Bazoer Milik '79 Younes Serero                      |
| Bijzonderheden: | |                                  | | |
| | |                                  | | |
| Zaterdag 21 november 2015, 19.45 uur | AFC Ajax | 5 – 1 (4 – 1) Verslag            | SC Cambuur | Aanvoerder AFC Ajax : Davy Klaassen |
| Amsterdam ArenA, Amsterdam 47.932 toeschouwers Scheidsrechter: Ed Janssen Lijnrechter: Nicky Siebert Lijnrechter: Mark Strijker Vierde Official:Richard Martens Eredivisie Speelronde 13                                                           | Joël Veltman 25' Arkadiusz Milik 29' Davy Klaassen 38' Davy Klaassen 45' Amin Younes 61'                               |                                  | '27 Sander van de Streek                                                                                          | Basisopstelling AFC Ajax: Cillessen; Tete, Veltman, Riedewald, Dijks; Klaassen, Gudelj, Serero; Younes, Milik, Fischer Reservebank AFC Ajax: Boer, Van der Hoorn, Heitinga, Viergever, Schöne, Černý, Sanogo Toegepaste Wissels AFC Ajax: '52 Serero Schöne '64 Fischer Černý '79 Gudelj Heitinga                          |
| Bijzonderheden: | |                                  | | |
| | |                                  | | |
| Zondag 29 november 2015, 14.30 uur | PEC Zwolle | 0 – 2 (0 – 1) Verslag            | AFC Ajax | Aanvoerder AFC Ajax : Davy Klaassen |
| IJsseldeltastadion, Zwolle 12.500 toeschouwers Scheidsrechter: Kevin Blom Lijnrechter: Patrick Langkamp Lijnrechter: Angelo Boonman Vierde Official: Allard Lindhout Eredivisie Speelronde 14                                                      | Dirk Marcellis 34' Trent Sainsbury 78'                                                                                 |                                  | '37 Amin Younes '54 Jaïro Riedewald '86 Thulani Serero                                                            | Basisopstelling AFC Ajax: Cillessen; Tete, Veltman, Riedewald, Dijks; Van de Beek, Klaassen, Gudelj; Fischer, Milik, Younes Reservebank AFC Ajax: Boer, Van der Hoorn, Viergever, Serero, Schöne, Černý, Sanogo Toegepaste Wissels AFC Ajax: '68 Younes Černý '81 Milik Serero '85 Fischer Schöne                          |
| Bijzonderheden: | |                                  | | |
| | |                                  | | |
| Zaterdag 5 december 2015, 20.45 uur | AFC Ajax | 5 – 2 (3 – 0) Verslag            | sc Heerenveen | Aanvoerder AFC Ajax : Davy Klaassen |
| Amsterdam ArenA, Amsterdam 47.544 toeschouwers Scheidsrechter: Danny Makkelie Lijnrechter: Mario Diks Lijnrechter: Hessel Steegstra Vierde Official: Dha Otto Eredivisie Speelronde 15                                                             | Viktor Fischer 12' Arkadiusz Milik 23' Amin Younes 28' Viktor Fischer 54' Arkadiusz Milik (pen.) 65' Davy Klaassen 73' |                                  | '48 Mitchell te Vrede '57 Kenneth Otigba '79 Mitchell te Vrede                                                    | Basisopstelling AFC Ajax: Cillessen; Tete, Veltman, Viergever, Dijks; Van de Beek, Klaassen, Gudelj; Fischer, Milik, Younes Reservebank AFC Ajax: Boer, Van der Hoorn, Van Rhijn, Serero, Bazoer, Schöne, El Ghazi Toegepaste Wissels AFC Ajax: '63 Tete Van Rhijn '64 Van de Beek Bazoer '79 Younes El Ghazi              |
| Bijzonderheden: - Ajax scoorde voor de derde opeenvolgende thuiswedstrijd in de Eredivisie minimaal 5 doelpunten, hiermee evenaarde Ajax het clubrecord uit 1995.                                                                                  | |                                  | | |
| | |                                  | | |
| Zondag 13 december 2015, 12.30 uur | FC Utrecht | 1 – 0 (0 – 0) Verslag            | AFC Ajax | Aanvoerder AFC Ajax : Davy Klaassen |
| Stadion Galgenwaard, Utrecht 14.100 toeschouwers Scheidsrechter: Serdar Gözübüyük Lijnrechter: Dave Goossens Lijnrechter: Bas van Dongen Vierde Official: Jeroen Manschot Eredivisie Speelronde 16                                                 | Andreas Ludwig 84' Christiaan Kum 85' Yassin Ayoub 87'                                                                 |                                  | '68 Arkadiusz Milik                                                                                               | Basisopstelling AFC Ajax: Cillessen; Tete, Veltman, Riedewald; Gudelj, Bazoer, Klaassen, Serero; El Ghazi, Milik, Younes Reservebank AFC Ajax: Boer, Van der Hoorn, Van Rhijn, Dijks, Van de Beek, Schöne, Fischer Toegepaste Wissels AFC Ajax: '46 Younes Fischer '69 El Ghazi Schöne '83 Serero Van de Beek              |
| Bijzonderheden: | |                                  | | |
| | |                                  | | |
| Zondag 20 december 2015, 16.45 uur | AFC Ajax | 2 – 1 (1 – 1) Verslag            | De Graafschap | Aanvoerder AFC Ajax : Davy Klaassen |
| Amsterdam ArenA, Amsterdam 50.882 toeschouwers Scheidsrechter: Richard Liesveld Lijnrechter: Peter Janson Lijnrechter: Terry Hoekstra Vierde Official: Rob Dieperink Eredivisie Speelronde 17                                                      | Arkadiusz Milik 26' Riechedly Bazoer 70' Riechedly Bazoer 84'                                                          |                                  | '38 Kristopher Vida '47 Jeroen Tesselaar '49 Kristopher Vida                                                      | Basisopstelling AFC Ajax: Cillessen; Tete, Veltman, Riedewald, Dijks; Bazoer, Klaassen, Gudelj; El Ghazi, Milik, Fischer Reservebank AFC Ajax: Boer, Van der Hoorn, Viergever, Serero, Van de Beek, Schöne, Černý Toegepaste Wissels AFC Ajax: '56 El Ghazi Černý '79 Fischer Schöne '86 Bazoer Van de Beek                |
| Bijzonderheden: - Ajax ging na deze wedstrijd de winterstop in als winterkampioen van de Eredivisie. | |                                  | | |
| | |                                  | | |
| Zondag 17 januari 2016, 12.30 uur | ADO Den Haag | 0 – 1 (0 – 1) Verslag            | AFC Ajax | Aanvoerder AFC Ajax : Joël Veltman |
| Kyocera Stadion, Den Haag 14.561 toeschouwers Scheidsrechter: Pol van Boekel Lijnrechter: Angelo Boonman Lijnrechter: Bas van Dongen Vierde Official: Christiaan Bax Eredivisie Speelronde 18                                                      | Ruben Schaken 56' Mike Havenaar 77' Danny Bakker 84'                                                                   |                                  | '21 Amin Younes '44 Riechedly Bazoer                                                                              | Basisopstelling AFC Ajax: Cillessen; Tete, Veltman, Riedewald, Dijks; Bazoer, Van de Beek, Gudelj; Fischer, Milik, Younes Reservebank AFC Ajax: Boer, Van der Hoorn, Viergever, Serero, Sinkgraven, Schöne, El Ghazi Toegepaste Wissels AFC Ajax: '82 Van de Beek Sinkgraven '83 Milik El Ghazi '87 Younes Schöne          |
| Bijzonderheden: | |                                  | | |
| | |                                  | | |
| Zaterdag 23 januari 2016, 19.45 uur | AFC Ajax | 1 – 0 (1 – 0) Verslag            | Vitesse | Aanvoerder AFC Ajax : Joël Veltman |
| Amsterdam ArenA, Amsterdam 48.533 toeschouwers Scheidsrechter: Björn Kuipers Lijnrechter: Sander van Roekel Lijnrechter: Erwin Zeinstra Vierde Official: Edwin van de Graaf Eredivisie Speelronde 19                                               | Riechedly Bazoer 1' Jaïro Riedewald 70'                                                                                |                                  | '10 Shiran Yeini '12 Kosuke Ota                                                                                   | Basisopstelling AFC Ajax: Cillessen; Tete, Veltman, Riedewald, Dijks; Bazoer, Van de Beek, Gudelj; El Ghazi, Milik, Younes Reservebank AFC Ajax: Boer, Van der Hoorn, Viergever, Serero, Sinkgraven, Schöne, Fischer Toegepaste Wissels AFC Ajax: '19 Tete Van der Hoorn '64 Van de Beek Sinkgraven '81 Bazoer Serero      |
| Bijzonderheden: | |                                  | | |
| | |                                  | | |
| Dinsdag 26 januari 2016, 20.45 uur | AFC Ajax | 0 – 0 (0 – 0) Verslag            | Heracles Almelo                                                                                                   | Aanvoerder AFC Ajax : Joël Veltman, Nemanja Gudelj |
| Amsterdam ArenA, Amsterdam 44.517 toeschouwers Scheidsrechter: Dennis Higler Lijnrechter: Joost van Zuilen Lijnrechter: Peter Janson Vierde Official: Erwin Blank Eredivisie Speelronde 20                                                         | |                                  | '78 Wout Droste                                                                                                   | Basisopstelling AFC Ajax: Cillessen; Veltman, Van der Hoorn, Riedewald, Dijks; Bazoer, Sinkgraven, Gudelj; El Ghazi, Milik, Younes Reservebank AFC Ajax: Boer, Van Rhijn, Viergever, Serero, Van de Beek, Schöne, Fischer Toegepaste Wissels AFC Ajax: '58 Younes Fischer '75 Veltman Van Rhijn '75 Sinkgraven Schöne      |
| Bijzonderheden: | |                                  | | |
| | |                                  | | |
| Zondag 31 januari 2016, 12.30 uur | Roda JC | 2 – 2 (1 – 2) Verslag            | AFC Ajax | Aanvoerder AFC Ajax : Joël Veltman |
| Parkstad Limburg Stadion, Kerkrade 17.654 toeschouwers Scheidsrechter: Serdar Gözübüyük Lijnrechter: Dave Goossens Lijnrechter: Richard Polman Vierde Official: Jeroen Manschot Eredivisie Speelronde 21                                           | Rydell Poepon 35' Fred Ngombo 90+2'                                                                                    |                                  | '27 Arkadiusz Milik '29 Anwar El Ghazi '59 Riechedly Bazoer '67 Davy Klaassen                                     | Basisopstelling AFC Ajax: Cillessen; Van Rhijn, Veltman, Riedewald, Dijks; Bazoer, Gudelj; Sinkgraven, Milik, El Ghazi, Younes Reservebank AFC Ajax: Boer, Van der Hoorn, Viergever, Serero, Klaassen, Schöne, Fischer Toegepaste Wissels AFC Ajax: '60 Younes Fischer '60 Sinkgraven Klaassen '79 Bazoer Serero           |
| Bijzonderheden: | |                                  | | |
| | |                                  | | |
| Zondag 7 februari 2016, 12.30 uur | AFC Ajax | 2 – 1 (1 – 1) Verslag            | Feyenoord | Aanvoerder AFC Ajax : Davy Klaassen |
| Amsterdam ArenA, Amsterdam 51.875 toeschouwers Scheidsrechter: Kevin Blom Lijnrechter: Patrick Langkamp Lijnrechter: Angelo Boonman Vierde Official: Ed Janssen Eredivisie Speelronde 22                                                           | Lasse Schöne 3' Amin Younes 21' Riechedly Bazoer 47' Nick Viergever 60' Riechedly Bazoer 65' Nemanja Gudelj (pen.) 68' |                                  | '13 Jens Toornstra '62 Bilal Başacıkoğlu '67 Kenneth Vermeer                                                      | Basisopstelling AFC Ajax: Cillessen; Veltman, Van der Hoorn, Riedewald, Dijks; Bazoer, Klaassen, Gudelj; Schöne, El Ghazi, Younes Reservebank AFC Ajax: Boer, Van Rhijn, Viergever, Van de Beek, Sinkgraven, Milik, Fischer Toegepaste Wissels AFC Ajax: '11 Riedewald Viergever '76 Younes Fischer '81 Bazoer Van de Beek |
| Bijzonderheden: | |                                  | | |
| | |                                  | | |
| Zondag 14 februari 2016, 12.30 uur | FC Groningen | 1 – 2 (0 – 0) Verslag            | AFC Ajax | Aanvoerder AFC Ajax : Davy Klaassen |
| Euroborg, Groningen 22.107 toeschouwers Scheidsrechter: Richard Liesveld Lijnrechter: Terry Hoekstra Lijnrechter: Arie Brink Vierde Official: Allard Lindhout Eredivisie Speelronde 23                                                             | Desevio Payne 40' Albert Rusnák 52' Hans Hateboer 68' Danny Hoesen 90+3'                                               |                                  | '28 Mike van der Hoorn '30 Davy Klaassen '59 Anwar El Ghazi '69 (pen.) Lasse Schöne '70 Mike van der Hoorn        | Basisopstelling AFC Ajax: Cillessen; Veltman, Van der Hoorn, Viergever, Dijks; Bazoer, Klaassen, Gudelj; Schöne, El Ghazi, Younes Reservebank AFC Ajax: Boer, Van Rhijn, Serero, Van de Beek, Sinkgraven, Milik, Fischer Toegepaste Wissels AFC Ajax: '70 Younes Milik '77 El Ghazi Van Rhijn '83 Schöne Fischer           |
| Bijzonderheden: - Trainer Frank de Boer was tijdens deze wedstrijd niet aanwezig doordat hij ziek was. Hennie Spijkerman nam zijn taken als hoofdtrainer over. Dit was voor De Boer de eerste wedstrijd die hij moest missen als trainer van Ajax. | |                                  | | |
| | |                                  | | |
| Zondag 21 februari 2016, 14.30 uur | AFC Ajax | 3 – 0 (1 – 0) Verslag            | Excelsior | Aanvoerder AFC Ajax : Davy Klaassen |
| Amsterdam ArenA, Amsterdam 48.800 toeschouwers Scheidsrechter: Dennis Higler Lijnrechter: Erik Kleinjan Lijnrechter: Richard Brondijk Vierde Official: Christian Mulder Eredivisie Speelronde 24                                                   | Arkadiusz Milik 41' Arkadiusz Milik 55' Davy Klaassen 85'                                                              |                                  | '19 Bas Kuipers                                                                                                   | Basisopstelling AFC Ajax: Cillessen; Veltman, Viergever, Dijks; Bazoer, Gudelj, Klaassen, Schöne; El Ghazi, Milik, Younes Reservebank AFC Ajax: Boer, Van Rhijn, Van Bruggen, Serero, Van de Beek, Murić, Fischer Toegepaste Wissels AFC Ajax: '66 Schöne Van Rhijn '74 Younes Fischer '82 El Ghazi Murić                  |
| Bijzonderheden: - Robert Murić maakte zijn officiële debuut voor AFC Ajax. | |                                  | | |
| | |                                  | | |
| Zondag 28 februari 2016, 16.45 uur | AFC Ajax | 4 – 1 (2 – 0) Verslag            | AZ | Aanvoerder AFC Ajax : Davy Klaassen |
| Amsterdam ArenA, Amsterdam 51.313 toeschouwers Scheidsrechter: Serdar Gözübüyük Lijnrechter: Dave Goossens Lijnrechter: Bas van Dongen Vierde Official: Jochem Kamphuis Eredivisie Speelronde 25                                                   | Arkadiusz Milik 14' Davy Klaassen 28' Anwar El Ghazi 44' Davy Klaassen 53' Anwar El Ghazi 54' Arkadiusz Milik 90'      |                                  | '42 Ben Rienstra '64 Vincent Janssen '87 Dabney dos Santos                                                        | Basisopstelling AFC Ajax: Cillessen; Veltman, Van der Hoorn, Viergever, Dijks; Bazoer, Klaassen, Gudelj; El Ghazi, Milik, Younes Reservebank AFC Ajax: Boer, Van Rhijn, Serero, Schöne, Van de Beek, Murić, Fischer Toegepaste Wissels AFC Ajax: '68 Younes Van Rhijn '74 Bazoer Serero                                    |
| Bijzonderheden: | |                                  | | |
| | |                                  | | |
| Zondag 6 maart 2016, 14.30 uur | Willem II | 0 – 4 (0 – 1) Verslag            | AFC Ajax | Aanvoerder AFC Ajax : Davy Klaassen |
| Koning Willem II Stadion, Tilburg 14.500 toeschouwers Scheidsrechter: Danny Makkelie Lijnrechter: Mario Diks Lijnrechter: Hessel Steegstra Vierde Official: Stijn Berben Eredivisie Speelronde 26                                                  | Rochdi Achenteh 50' |                                  | '43 Joël Veltman '43 Arkadiusz Milik '52 Riechedly Bazoer '55 Mitchell Dijks '60 Lasse Schöne '65 Davy Klaassen   | Basisopstelling AFC Ajax: Cillessen, Veltman, Van der Hoorn, Viergever, Dijks; Bazoer, Klaassen, Gudelj; Schöne, Milik, Younes Reservebank AFC Ajax: Boer, Van Rhijn, Van Bruggen, Serero, Van de Beek, Murić, Fischer Toegepaste Wissels AFC Ajax: '70 Schöne Murić '76 Van der Hoorn Van Rhijn '80 Younes Fischer        |
| Bijzonderheden: | |                                  | | |
| | |                                  | | |
| Zondag 13 maart 2016, 16.45 uur | AFC Ajax | 2 – 2 (1 – 1) Verslag            | N.E.C. | Aanvoerder AFC Ajax : Davy Klaassen |
| Amsterdam ArenA, Amsterdam 50.168 toeschouwers Scheidsrechter: Pol van Boekel Lijnrechter: Nicky Siebert Lijnrechter: Frank Jansen Vierde Official: Christiaan Bax Eredivisie Speelronde 27                                                        | Arkadiusz Milik 16' Rens van Eijden (e.d.) 51'                                                                         |                                  | '19 Navarone Foor '82 Christian Santos                                                                            | Basisopstelling AFC Ajax: Cillessen, Veltman, Van der Hoorn, Viergever, Dijks; Bazoer, Klaassen, Gudelj; Schöne, Milik, Younes Reservebank AFC Ajax: Boer, Van Rhijn, Serero, Van de Beek, Sinkgraven, Fischer, El Ghazi Toegepaste Wissels AFC Ajax: '73 Schöne El Ghazi '84 Younes Fischer                               |
| Bijzonderheden: | |                                  | | |
| | |                                  | | |
| Zondag 20 maart 2016, 16.45 uur | PSV | 0 – 2 (0 – 1) Verslag            | AFC Ajax | Aanvoerder AFC Ajax : Davy Klaassen |
| Philips Stadion, Eindhoven 35.000 toeschouwers Scheidsrechter: Björn Kuipers Lijnrechter: Sander van Roekel Lijnrechter: Erwin Zeinstra Vierde Official: Dennis Higler Eredivisie Speelronde 28                                                    | Andrés Guardado 22' Jetro Willems 26' Jorrit Hendrix 86' Héctor Moreno 87'                                             |                                  | '2 Arkadiusz Milik '39 Joël Veltman '76 Anwar El Ghazi                                                            | Basisopstelling AFC Ajax: Cillessen, Veltman, Van der Hoorn, Viergever, Dijks; Bazoer, Klaassen, Gudelj; Schöne, Milik, Younes Reservebank AFC Ajax: Boer, Van Rhijn, Serero, Van de Beek, Sinkgraven, Fischer, El Ghazi Toegepaste Wissels AFC Ajax: '73 Younes El Ghazi '74 Schöne Fischer '80 Milik Van Rhijn           |
| Bijzonderheden: - Door deze overwinning nam Ajax de koppositie over van PSV. | |                                  | | |
| | |                                  | | |
| Zondag 3 april 2016, 16.45 uur | AFC Ajax | 3 – 0 (3 – 0) Verslag            | PEC Zwolle | Aanvoerder AFC Ajax : Davy Klaassen |
| Amsterdam ArenA, Amsterdam 51.862 toeschouwers Scheidsrechter: Kevin Blom Lijnrechter: Patrick Langkamp Lijnrechter: Angelo Boonman Vierde Official: Allard Lindhout Eredivisie Speelronde 29                                                      | Lasse Schöne 2 Arkadiusz Milik 29' Arkadiusz Milik 40'                                                                 |                                  | | Basisopstelling AFC Ajax: Cillessen, Veltman, Van der Hoorn, Viergever, Dijks; Bazoer, Klaassen, Gudelj; Schöne, Milik, Younes; Reservebank AFC Ajax: Boer, Van Rhijn, Serero, Van de Beek, Sinkgraven, Fischer, El Ghazi Toegepaste Wissels AFC Ajax: '62 Klaassen Van de Beek '62 Bazoer Sinkgraven '73 Younes Fischer   |
| Bijzonderheden: - Deze wedstrijd stond volledig in het teken van het overlijden van Johan Cruijf. | |                                  | | |
| | |                                  | | |
| Zaterdag 9 april 2016, 19.45 uur | SC Cambuur | 0 – 1 (0 – 0) Verslag            | AFC Ajax | Aanvoerder AFC Ajax : Davy Klaassen |
| Cambuurstadion, Leeuwarden 10.000 toeschouwers Scheidsrechter: Pieter Vink Lijnrechter: Arie Brink Lijnrechter: Ruud Bexkens Vierde Official: Siemen Mulder Eredivisie Speelronde 30                                                               | Erik Bakker 36' Kevin van Veen 90+4'                                                                                   |                                  | '61 Davy Klaassen '76 Nick Viergever                                                                              | Basisopstelling AFC Ajax: Cillessen, Veltman, Van der Hoorn, Viergever, Dijks; Bazoer, Klaassen, Gudelj; Schöne, Milik, Younes; Reservebank AFC Ajax: Boer, Van Rhijn, Serero, Van de Beek, Sinkgraven, Fischer, El Ghazi Toegepaste Wissels AFC Ajax: '42 Van der Hoorn Van Rhijn '54 Schöne El Ghazi '87 Bazoer Serero   |
| Bijzonderheden: | |                                  | | |
| | |                                  | | |
| Zondag 17 april 2016, 12.30 uur | AFC Ajax | 2 – 2 (0 – 0) Verslag            | FC Utrecht | Aanvoerder AFC Ajax : Davy Klaassen |
| Amsterdam ArenA, Amsterdam 51.768 toeschouwers Scheidsrechter: Danny Makkelie Lijnrechter: Jan de Vries Lijnrechter: Hessel Steegstra Vierde Official: Christiaan Bax Eredivisie Speelronde 31                                                     | Mike van der Hoorn 81' Davy Klaassen 86' Arkadiusz Milik (pen.) 89'                                                    |                                  | 34 Ruben Ligeon '56 Nacer Barazite '64 Bart Ramselaar '84 Patrick Joosten '88 Willem Janssen                      | Basisopstelling AFC Ajax: Cillessen, Veltman, Van der Hoorn, Viergever; Sinkgraven, Bazoer, Klaassen, Gudelj; El Ghazi, Milik, Younes; Reservebank AFC Ajax: Boer, Van Rhijn, Tete, Dijks, Serero, Schöne, Černý Toegepaste Wissels AFC Ajax: '71 Younes Černý '81 Bazoer Tete                                             |
| Bijzonderheden: | |                                  | | |
| | |                                  | | |
| Woensdag 20 april 2016, 20.45 uur | sc Heerenveen | 0 – 2 (0 – 0) Verslag            | AFC Ajax | Aanvoerder AFC Ajax : Davy Klaassen, Joël Veltman |
| Abe Lenstra Stadion, Heerenveen 25.960 toeschouwers Scheidsrechter: Serdar Gözübüyük Lijnrechter: Dave Goossens Lijnrechter: Charles Schaap Vierde Official: Allard Lindhout Eredivisie Speelronde 32                                              | Joey van den Berg 82'                                                                                                  |                                  | '57 (pen.) Arkadiusz Milik '64 Arkadiusz Milik '88 Mitchell Dijks                                                 | Basisopstelling AFC Ajax: Cillessen, Veltman, Van der Hoorn, Viergever, Dijks; Serero, Klaassen, Gudelj; Schöne, Milik, Younes; Reservebank AFC Ajax: Boer, Van Rhijn, Tete, Bazoer, Sinkgraven, Fischer, El Ghazi Toegepaste Wissels AFC Ajax: '46 Schöne El Ghazi '75 Younes Fischer '83 Klaassen Sinkgraven             |
| Bijzonderheden: | |                                  | | |
| | |                                  | | |
| Zondag 1 mei 2016, 14.30 uur | AFC Ajax | 4 – 0 (1 – 0) Verslag            | FC Twente | Aanvoerder AFC Ajax : Davy Klaassen |
| Amsterdam ArenA, Amsterdam 51.727 toeschouwers Scheidsrechter: Kevin Blom Lijnrechter: Patrick Langkamp Lijnrechter: Joost van Zuilen Vierde Official: Siemen Mulder Eredivisie Speelronde 33                                                      | Václav Černý 37' Nick Viergever 43' Mike van der Hoorn 80' Viktor Fischer 82' Amin Younes 86'                          |                                  | '68 Peet Bijen '70 Hakim Ziyech                                                                                   | Basisopstelling AFC Ajax: Cillessen, Veltman, Van der Hoorn, Viergever, Tete; Serero, Klaassen, Gudelj; Černý, Milik, Younes; Reservebank AFC Ajax: Boer, Van Rhijn, Riedewald, Bazoer, Sinkgraven, Fischer, Schöne Toegepaste Wissels AFC Ajax: '76 Serero Bazoer '76 Tete Riedewald '81 Černý Fischer                    |
| Bijzonderheden: | |                                  | | |
| | |                                  | | |
| Zondag 8 mei 2016, 14.30 uur | De Graafschap | 1 – 1 (0 – 1) Verslag            | AFC Ajax | Aanvoerder AFC Ajax : Davy Klaassen |
| De Vijverberg, Doetinchem 12.600 toeschouwers Scheidsrechter: Björn Kuipers Lijnrechter: Erwin Zeinstra Lijnrechter: Sander van Roekel Vierde Official: Christiaan Bax Eredivisie Speelronde 34                                                    | Bryan Smeets 55' Bart Straalman 77' Karim Tarfi 90'                                                                    |                                  | '16 Amin Younes                                                                                                   | Basisopstelling AFC Ajax: Cillessen, Veltman, Van der Hoorn, Viergever, Dijks; Serero, Klaassen, Gudelj; Černý, Milik, Younes; Reservebank AFC Ajax: Boer, Tete, Riedewald, Bazoer, Fischer, Schöne, El Ghazi Toegepaste Wissels AFC Ajax: '57 Dijks Riedewald '66 Milik El Ghazi '72 Černý Fischer                        |
| Bijzonderheden: - Door dit gelijkspel eindigde Ajax op de tweede plaats in de Eredivisie. | |                                  | | |

## Statistieken

### Eindstand in Nederlandse Eredivisie
| Stand | Gespeeld | Gewonnen | Gelijk | Verloren | Punten | Doelpunten voor | Doelpunten tegen | Gele kaarten | Rode kaarten |
| ----- | -------- | -------- | ------ | -------- | ------ | --------------- | ---------------- | ------------ | ------------ |
| 2e    | 34       | 25       | 7      | 2        | 82     | 81              | 21               | 40           | 2            |

### Punten, stand en doelpunten per speelronde
| Speelronde                            | 1  | 2  | 3  | 4  | 5  | 6  | 7  | 8  | 9  | 10 | 11 | 12 | 13 | 14 | 15 | 16 | 17 | 18 | 19 | 20 | 21 | 22 | 23 | 24 | 25 | 26 | 27 | 28 | 29 | 30 | 31 | 32 | 33 | 34 | Totaal |
| ------------------------------------- | -- | -- | -- | -- | -- | -- | -- | -- | -- | -- | -- | -- | -- | -- | -- | -- | -- | -- | -- | -- | -- | -- | -- | -- | -- | -- | -- | -- | -- | -- | -- | -- | -- | -- | ------ |
| Aantal punten per speelronde          | 3  | 3  | 3  | 3  | 1  | 3  | 3  | 0  | 3  | 3  | 3  | 1  | 3  | 3  | 3  | 0  | 3  | 3  | 3  | 1  | 1  | 3  | 3  | 3  | 3  | 3  | 1  | 3  | 3  | 3  | 1  | 3  | 3  | 1  | 82     |
| Aantal punten na speelronde           | 3  | 6  | 9  | 12 | 13 | 16 | 19 | 19 | 22 | 25 | 28 | 29 | 32 | 35 | 38 | 38 | 41 | 44 | 47 | 48 | 49 | 52 | 55 | 58 | 61 | 64 | 65 | 68 | 71 | 74 | 75 | 78 | 81 | 82 | 82     |
| Stand na speelronde                   | 1e | 1e | 1e | 1e | 1e | 1e | 1e | 1e | 1e | 1e | 1e | 1e | 1e | 1e | 1e | 1e | 1e | 1e | 1e | 1e | 2e | 2e | 2e | 2e | 2e | 2e | 2e | 1e | 1e | 1e | 1e | 1e | 1e | 2e | 2e     |
| Aantal doelpunten per speelronde      | 3  | 3  | 2  | 4  | 2  | 2  | 2  | 1  | 2  | 3  | 6  | 1  | 5  | 2  | 5  | 0  | 2  | 1  | 1  | 0  | 2  | 2  | 2  | 3  | 4  | 4  | 2  | 2  | 3  | 1  | 2  | 2  | 4  | 1  | 81     |
| Aantal tegendoelpunten per speelronde | 0  | 0  | 0  | 0  | 2  | 0  | 0  | 2  | 0  | 1  | 0  | 1  | 1  | 0  | 2  | 1  | 1  | 0  | 0  | 0  | 2  | 1  | 1  | 0  | 1  | 0  | 2  | 0  | 0  | 0  | 2  | 0  | 0  | 1  | 21     |
| Aantal gele kaarten per speelronde    | 3  | 0  | 1  | 0  | 3  | 1  | 0  | 3  | 2  | 2  | 0  | 5  | 0  | 1  | 0  | 1  | 1  | 1  | 1  | 0  | 2  | 3  | 2  | 0  | 1  | 2  | 0  | 1  | 0  | 1  | 1  | 1  | 1  | 0  | 40     |

### Topscorers
| Nr.                           | Naam                          | Goal |
| ----------------------------- | ----------------------------- | ---- |
| 1.                            | Arkadiusz Milik               | 3    |
| 2.                            | Riechedly Bazoer              | 1    |
| 2.                            | Danny Bakker                  | 1    |
| 2.                            | Anwar El Ghazi                | 1    |
| 2.                            | Davy Klaassen                 | 1    |
| 2.                            | Viktor Fischer                | 1    |
| 2.                            | Joël Veltman                  | 1    |
| 2.                            | Mike van der Hoorn            | 1    |
| Eigen doelpunten tegenstander | Eigen doelpunten tegenstander | 1    |
| Totaal                        | Totaal                        | 11   |

| Nr.                           | Naam                          | Goal |
| ----------------------------- | ----------------------------- | ---- |
| 1.                            | Arkadiusz Milik               | 21   |
| 2.                            | Davy Klaassen                 | 13   |
| 3.                            | Anwar El-Ghazi                | 11   |
| 4.                            | Viktor Fischer                | 8    |
| 4.                            | Amin Younes                   | 8    |
| 6.                            | Riechedly Bazoer              | 5    |
| 7.                            | Nemanja Gudelj                | 4    |
| 7.                            | Lasse Schöne                  | 4    |
| 9.                            | Joël Veltman                  | 2    |
| 10.                           | Thulani Serero                | 1    |
| 10.                           | Václav Černý                  | 1    |
| 10.                           | Mike van der Hoorn            | 1    |
| Eigen doelpunten tegenstander | Eigen doelpunten tegenstander | 2    |
| Totaal                        | Totaal                        | 81   |

| Nr.                           | Naam                          | Goal |
| ----------------------------- | ----------------------------- | ---- |
| 1.                            | Viktor Fischer                | 1    |
| 1.                            | John Heitinga                 | 1    |
| Eigen doelpunten tegenstander | Eigen doelpunten tegenstander | -    |
| Totaal                        | Totaal                        | 2    |

| Nr.                           | Naam                          | Goal |
| ----------------------------- | ----------------------------- | ---- |
| 1.                            | Davy Klaassen                 | 2    |
| 2.                            | Arkadiusz Milik               | 1    |
| 2.                            | Nemanja Gudelj                | 1    |
| Eigen doelpunten tegenstander | Eigen doelpunten tegenstander | -    |
| Totaal                        | Totaal                        | 4    |

| Nr.                           | Naam                          | Goal |
| ----------------------------- | ----------------------------- | ---- |
| 1.                            | Viktor Fischer                | 2    |
| 1.                            | Arkadiusz Milik               | 2    |
| 3.                            | Lasse Schöne                  | 1    |
| 3.                            | Václav Černý                  | 1    |
| 3.                            | Donny van de Beek             | 1    |
| Eigen doelpunten tegenstander | Eigen doelpunten tegenstander | -    |
| Totaal                        | Totaal                        | 7    |

### Assists
| Nr.    | Naam               | Assist |
| ------ | ------------------ | ------ |
| 1.     | Nemanja Gudelj     | 8      |
| 1.     | Davy Klaassen      | 8      |
| 3.     | Arkadiusz Milik    | 7      |
| 4.     | Mitchell Dijks     | 6      |
| 5.     | Joël Veltman       | 5      |
| 5.     | Amin Younes        | 5      |
| 7.     | Lasse Schöne       | 4      |
| 7.     | Riechedly Bazoer   | 4      |
| 9.     | Viktor Fischer     | 3      |
| 9.     | Anwar El Ghazi     | 3      |
| 11.    | Nick Viergever     | 2      |
| 12.    | Jaïro Riedewald    | 1      |
| 12.    | Sam Hendriks       | 1      |
| 12.    | Kenny Tete         | 1      |
| 12.    | Robert Murić       | 1      |
| 12.    | Mike van der Hoorn | 1      |
| 12.    | Václav Černý       | 1      |
| Totaal | Totaal             | 60     |

| Nr.    | Naam             | Assist |
| ------ | ---------------- | ------ |
| 1.     | Arkadiusz Milik  | 1      |
| 1.     | Daley Sinkgraven | 1      |
| Totaal | Totaal           | 2      |

| Nr.    | Naam             | Assist |
| ------ | ---------------- | ------ |
| 1.     | Arkadiusz Milik  | 2      |
| 2.     | Daley Sinkgraven | 1      |
| 2.     | Mitchell Dijks   | 1      |
| Totaal | Totaal           | 4      |

| UEFA Europa League \| Nr. \| Naam \| \| \| ------ \| ----------------- \| - \| \| 1. \| Davy Klaassen \| 1 \| \| 1. \| Jaïro Riedewald \| 1 \| \| 1. \| Viktor Fischer \| 1 \| \| 1. \| Arkadiusz Milik \| 1 \| \| 1. \| Ricardo van Rhijn \| 1 \| \| Totaal \| Totaal \| 5 \| |                   |        |
| Nr. | Naam              | Assist |
| 1. | Davy Klaassen     | 1      |
| 1. | Jaïro Riedewald   | 1      |
| 1. | Viktor Fischer    | 1      |
| 1. | Arkadiusz Milik   | 1      |
| 1. | Ricardo van Rhijn | 1      |
| Totaal | Totaal            | 5      |

## Transfers
| Aangetrokken \| \| Naam \| Positie \| Oude club \| Land \| Periode \| Transfersom \| \| \| Transfers \| Transfers \| Transfers \| Transfers \| Transfers \| Transfers \| \| \| ------------------- \| ------------ \| ------------------------ \| ---------- \| --------- \| ------------ \| \| \| Frenkie de Jong \| Middenvelder \| Willem II \| Nederland \| Zomer \| €500.000 \| \| \| Amin Younes \| Aanvaller \| Borussia Mönchengladbach \| Duitsland \| Zomer \| €1.500.000 \| \| \| John Heitinga \| Verdediger \| Hertha BSC \| Duitsland \| Zomer \| Transfervrij \| \| \| Mitchell Dijks \| Verdediger \| Willem II \| Nederland \| Zomer \| € 1.000.000 \| \| \| Nemanja Gudelj \| Middenvelder \| AZ \| Nederland \| Zomer \| € 6.000.000 \| \| \| Franco Antonucci \| Middenvelder \| RSC Anderlecht \| België \| Zomer \| € 500.000 \| \| \| Dragisa Gudelj \| Verdediger \| NAC Breda \| Nederland \| Zomer \| N.N.B. \| \| \| Arkadiusz Milik \| Aanvaller \| Bayer 04 Leverkusen \| Duitsland \| Zomer \| €2.800.000 \| \| \| Kasper Dolberg \| Aanvaller \| Silkeborg IF \| Denemarken \| Zomer \| N.N.B \| \| \| Huur \| \| \| \| \| \| \| \| Yaya Sanogo \| Aanvaller \| Arsenal FC \| Engeland \| Zomer \| - \| \| \| Einde Verhuur \| \| \| \| \| \| \| \| Richairo Živković \| Aanvaller \| Willem II \| Nederland \| Winter \| - \| \| \| Peter Leeuwenburgh \| Doelman \| FC Dordrecht \| Nederland \| Winter \| - \| \| \| Frenkie de Jong \| Middenvelder \| Willem II \| Nederland \| Winter \| - \| \| \| Bas Kuipers \| Verdediger \| Excelsior \| Nederland \| Zomer \| - \| \| \| Lesly de Sa \| Aanvaller \| Go Ahead Eagles \| Nederland \| Zomer \| - \| \| \| Mickey van der Hart \| Doelman \| Go Ahead Eagles \| Nederland \| Zomer \| - \| \| \| Sheraldo Becker \| Aanvaller \| PEC Zwolle \| Nederland \| Zomer \| - \| \| \| Ruben Ligeon \| Verdediger \| NAC Breda \| Nederland \| Zomer \| - \| \| \| Lerin Duarte \| Middenvelder \| sc Heerenveen \| Nederland \| Zomer \| - \| |                     |              |                          |            |         |              |
| | Naam                | Positie      | Oude club                | Land       | Periode | Transfersom  |
| | Transfers           |              |                          |            |         |              |
| Vlag van Nederland | Frenkie de Jong     | Middenvelder | Willem II                | Nederland  | Zomer   | €500.000     |
| Vlag van Duitsland | Amin Younes         | Aanvaller    | Borussia Mönchengladbach | Duitsland  | Zomer   | €1.500.000   |
| Vlag van Nederland | John Heitinga       | Verdediger   | Hertha BSC               | Duitsland  | Zomer   | Transfervrij |
| Vlag van Nederland | Mitchell Dijks      | Verdediger   | Willem II                | Nederland  | Zomer   | € 1.000.000  |
| Vlag van Servië | Nemanja Gudelj      | Middenvelder | AZ                       | Nederland  | Zomer   | € 6.000.000  |
| Vlag van België | Franco Antonucci    | Middenvelder | RSC Anderlecht           | België     | Zomer   | € 500.000    |
| Vlag van Servië | Dragisa Gudelj      | Verdediger   | NAC Breda                | Nederland  | Zomer   | N.N.B.       |
| Vlag van Polen | Arkadiusz Milik     | Aanvaller    | Bayer 04 Leverkusen      | Duitsland  | Zomer   | €2.800.000   |
| Vlag van Denemarken | Kasper Dolberg      | Aanvaller    | Silkeborg IF             | Denemarken | Zomer   | N.N.B        |
| | Huur                |              |                          |            |         |              |
| Vlag van Frankrijk | Yaya Sanogo         | Aanvaller    | Arsenal FC               | Engeland   | Zomer   | -            |
| | Einde Verhuur       |              |                          |            |         |              |
| Vlag van Nederland | Richairo Živković   | Aanvaller    | Willem II                | Nederland  | Winter  | -            |
| Vlag van Nederland | Peter Leeuwenburgh  | Doelman      | FC Dordrecht             | Nederland  | Winter  | -            |
| Vlag van Nederland | Frenkie de Jong     | Middenvelder | Willem II                | Nederland  | Winter  | -            |
| Vlag van Nederland | Bas Kuipers         | Verdediger   | Excelsior                | Nederland  | Zomer   | -            |
| Vlag van Nederland | Lesly de Sa         | Aanvaller    | Go Ahead Eagles          | Nederland  | Zomer   | -            |
| Vlag van Nederland | Mickey van der Hart | Doelman      | Go Ahead Eagles          | Nederland  | Zomer   | -            |
| Vlag van Nederland | Sheraldo Becker     | Aanvaller    | PEC Zwolle               | Nederland  | Zomer   | -            |
| Vlag van Nederland | Ruben Ligeon        | Verdediger   | NAC Breda                | Nederland  | Zomer   | -            |
| Vlag van Nederland | Lerin Duarte        | Middenvelder | sc Heerenveen            | Nederland  | Zomer   | -            |

| Vertrokken \| \| Naam \| Positie \| Nieuwe club \| Land \| Periode \| Transfersom \| \| \| Transfers \| Transfers \| Transfers \| Transfers \| Transfers \| Transfers \| \| \| ----------------------- \| ------------ \| --------------------------------------- \| --------- \| --------- \| --------------------------- \| \| \| John Heitinga \| Verdediger \| NVT \| NVT \| Winter \| Gestopt per 1 februari 2016 \| \| \| Dejan Meleg \| Aanvaller \| FK Vojvodina \| Servië \| Winter \| Transfervrij \| \| \| Mickey van der Hart \| Doelman \| PEC Zwolle \| Nederland \| Zomer \| Transfervrij \| \| \| Abdel Malek El Hasnaoui \| Middenvelder \| PEC Zwolle \| Nederland \| Zomer \| Transfervrij \| \| \| Ricardo Kishna \| Aanvaller \| Lazio Roma \| Italië \| Zomer \| €4.000.000[2] \| \| \| Kolbeinn Sigþórsson \| Aanvaller \| FC Nantes \| Frankrijk \| Zomer \| €3.000.000[3] \| \| \| Niklas Moisander \| Verdediger \| Sampdoria \| Italië \| Zomer \| Transfervrij \| \| \| Marvin Höner \| Aanvaller \| SV Rödinghausen \| Duitsland \| Zomer \| Transfervrij \| \| \| Sinan Keskin \| Middenvelder \| FC Utrecht \| Nederland \| Zomer \| Transfervrij \| \| \| Tom Noordhoff \| Verdediger \| SC Telstar \| Nederland \| Zomer \| Transfervrij \| \| \| Bas Kuipers \| Verdediger \| Excelsior \| Nederland \| Zomer \| Transfervrij \| \| \| Melvin Vissers \| Middenvelder \| Sparta Rotterdam \| Nederland \| Zomer \| Transfervrij \| \| \| Fabian Sporkslede \| Middenvelder \| Chievo Verona \| Italië \| Zomer \| Transfervrij \| \| \| Shaquill Sno \| Verdediger \| NNB \| NNB \| Zomer \| Transfervrij \| \| \| Einde Huur \| \| \| \| \| \| \| \| Yaya Sanogo \| Aanvaller \| Arsenal \| Engeland \| Winter \| - \| \| \| Niki Zimling \| Middenvelder \| FSV Mainz 05 \| Duitsland \| Zomer \| - \| \| \| Arkadiusz Milik \| Aanvaller \| Bayer 04 Leverkusen \| Duitsland \| Zomer \| - \| \| \| Verhuur \| \| \| \| \| \| \| \| Lerin Duarte \| Middenvelder \| NAC Breda \| Nederland \| Winter \| - \| \| \| Ruben Ligeon \| Verdediger \| FC Utrecht (was verhuurd aan Willem II) \| Nederland \| Winter \| - \| \| \| Zakaria El Azzouzi \| Aanvaller \| FC Twente \| Nederland \| Winter \| - \| \| \| Óttar Magnús Karlsson \| Aanvaller \| Sparta Rotterdam \| Nederland \| Winter \| - \| \| \| Lucas Andersen \| Middenvelder \| Willem II \| Nederland \| Zomer \| - \| \| \| Frenkie de Jong \| Middenvelder \| Willem II \| Nederland \| Zomer \| - \| \| \| Queensy Menig \| Aanvaller \| PEC Zwolle \| Nederland \| Zomer \| - \| \| \| Richairo Živković \| Aanvaller \| Willem II \| Nederland \| Zomer \| - \| \| \| Lesly de Sa \| Aanvaller \| Willem II \| Nederland \| Zomer \| - \| \| \| Ruben Ligeon \| Verdediger \| Willem II \| Nederland \| Zomer \| - \| \| \| Sheraldo Becker \| Aanvaller \| PEC Zwolle \| Nederland \| Zomer \| - \| \| \| Peter Leeuwenburgh \| Doelman \| FC Dordrecht \| Nederland \| Zomer \| - \| \| \| Xavier Mous \| Doelman \| FC Oss \| Nederland \| Zomer \| - \| |                         |              |                                         |           |         |                             |
| | Naam                    | Positie      | Nieuwe club                             | Land      | Periode | Transfersom                 |
| | Transfers               |              |                                         |           |         |                             |
| Vlag van Nederland | John Heitinga           | Verdediger   | NVT                                     | NVT       | Winter  | Gestopt per 1 februari 2016 |
| Vlag van Servië | Dejan Meleg             | Aanvaller    | FK Vojvodina                            | Servië    | Winter  | Transfervrij                |
| Vlag van Nederland | Mickey van der Hart     | Doelman      | PEC Zwolle                              | Nederland | Zomer   | Transfervrij                |
| Vlag van Nederland | Abdel Malek El Hasnaoui | Middenvelder | PEC Zwolle                              | Nederland | Zomer   | Transfervrij                |
| Vlag van Nederland | Ricardo Kishna          | Aanvaller    | Lazio Roma                              | Italië    | Zomer   | €4.000.000                  |
| Vlag van IJsland | Kolbeinn Sigþórsson     | Aanvaller    | FC Nantes                               | Frankrijk | Zomer   | €3.000.000                  |
| Vlag van Finland | Niklas Moisander        | Verdediger   | Sampdoria                               | Italië    | Zomer   | Transfervrij                |
| Vlag van Duitsland | Marvin Höner            | Aanvaller    | SV Rödinghausen                         | Duitsland | Zomer   | Transfervrij                |
| Vlag van Nederland | Sinan Keskin            | Middenvelder | FC Utrecht                              | Nederland | Zomer   | Transfervrij                |
| Vlag van Nederland | Tom Noordhoff           | Verdediger   | SC Telstar                              | Nederland | Zomer   | Transfervrij                |
| Vlag van Nederland | Bas Kuipers             | Verdediger   | Excelsior                               | Nederland | Zomer   | Transfervrij                |
| Vlag van Nederland | Melvin Vissers          | Middenvelder | Sparta Rotterdam                        | Nederland | Zomer   | Transfervrij                |
| Vlag van Nederland | Fabian Sporkslede       | Middenvelder | Chievo Verona                           | Italië    | Zomer   | Transfervrij                |
| Vlag van Nederland | Shaquill Sno            | Verdediger   | NNB                                     | NNB       | Zomer   | Transfervrij                |
| | Einde Huur              |              |                                         |           |         |                             |
| Vlag van Frankrijk | Yaya Sanogo             | Aanvaller    | Arsenal                                 | Engeland  | Winter  | -                           |
| Vlag van Denemarken | Niki Zimling            | Middenvelder | FSV Mainz 05                            | Duitsland | Zomer   | -                           |
| Vlag van Polen | Arkadiusz Milik         | Aanvaller    | Bayer 04 Leverkusen                     | Duitsland | Zomer   | -                           |
| | Verhuur                 |              |                                         |           |         |                             |
| Vlag van Nederland | Lerin Duarte            | Middenvelder | NAC Breda                               | Nederland | Winter  | -                           |
| Vlag van Nederland | Ruben Ligeon            | Verdediger   | FC Utrecht (was verhuurd aan Willem II) | Nederland | Winter  | -                           |
| Vlag van Nederland | Zakaria El Azzouzi      | Aanvaller    | FC Twente                               | Nederland | Winter  | -                           |
| Vlag van IJsland | Óttar Magnús Karlsson   | Aanvaller    | Sparta Rotterdam                        | Nederland | Winter  | -                           |
| Vlag van Denemarken | Lucas Andersen          | Middenvelder | Willem II                               | Nederland | Zomer   | -                           |
| Vlag van Nederland | Frenkie de Jong         | Middenvelder | Willem II                               | Nederland | Zomer   | -                           |
| Vlag van Nederland | Queensy Menig           | Aanvaller    | PEC Zwolle                              | Nederland | Zomer   | -                           |
| Vlag van Nederland | Richairo Živković       | Aanvaller    | Willem II                               | Nederland | Zomer   | -                           |
| Vlag van Nederland | Lesly de Sa             | Aanvaller    | Willem II                               | Nederland | Zomer   | -                           |
| Vlag van Nederland | Ruben Ligeon            | Verdediger   | Willem II                               | Nederland | Zomer   | -                           |
| Vlag van Nederland | Sheraldo Becker         | Aanvaller    | PEC Zwolle                              | Nederland | Zomer   | -                           |
| Vlag van Nederland | Peter Leeuwenburgh      | Doelman      | FC Dordrecht                            | Nederland | Zomer   | -                           |
| Vlag van Nederland | Xavier Mous             | Doelman      | FC Oss                                  | Nederland | Zomer   | -                           |